# 吕仙祠
吕仙祠，是位于河北省邯郸市丛台区黄粱梦镇的知名廟宇，主奉呂洞賓祖師，始建于北宋时期，是根据黄粱梦的故事兴建的，据说黄粱梦的故事就发生在这个地方，后来不断扩建，尤其在清代嘉庆年间扩建规模较大，目前占地已经达到9.4公顷，主要有三座大殿，供奉八仙之首汉钟离殿、供奉在黄粱梦故事中点化卢生的呂洞賓殿，和有描述黄粱梦故事主题壁画，以及故事主角卢生卧像的卢生殿。1982年入选第二批河北省文物保护单位，2013年晋为第七批全国重点文物保护单位。